# Anthomyia confusanea
Anthomyia confusanea är en tvåvingeart som beskrevs av Verner Michelsen 1985. Anthomyia confusanea ingår i släktet Anthomyia och familjen blomsterflugor.
Artens utbredningsområde är Spanien. Arten är reproducerande i Sverige. Inga underarter finns listade i Catalogue of Life.